# Frederick Robe

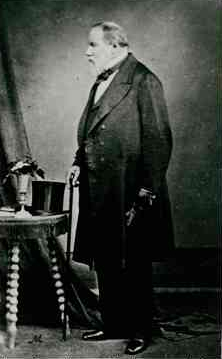
Frederick Robe

Frederick Holt Robe, CB (* 1801; † 4. April 1871 in Kensington, London) war ein britischer Generalmajor und vierter Gouverneur von South Australia.

## Militärkarriere
Frederick Robe war der vierte Sohn des Sir William Robe (1765–1820), der als Colonel der Royal Artillery, in den Koalitionskriegen diente, aus dessen Ehe mit Sarah Watt († 1831). Er trat im Oktober 1817 als Ensign des Royal Staff Corps in die British Army ein, blieb aber bis März 1819 unter Halbsold vom aktiven Dienst freigestellt. Er wurde 1825 zum Lieutenant befördert, wechselte 1827 zum 84th (York and Lancaster) Regiment of Foot und 1833 als Captain zum 87th Regiment of Foot. 1846 wurde er zum Major befördert. In den Jahren 1840/41 kämpfte Robe im Zweiten Ägyptisch-Osmanischen Krieg in der Levante und war Military Secretary in Mauritius und Gibraltar.

## Gouverneur von South Australia
Am 15. Juli 1845 wurde Robe zum Gouverneur von South Australia ernannt und dort am 25. Oktober 1845 vereidigt. In South Australia war er sehr unpopulär. Unter anderem wurde Robe als Vertrauensbruch ausgelegt, für Großbritannien eine Sondersteuer auf die Rohstoffe der Provinz einzuführen. Dieser Entschluss wurde dann auch vom South Australian Legislative Council zurückgewiesen. Nachdem seine Amtszeit am 2. August 1848 endete, wurde Robe als Companion des Order of the Bath (CB) ausgezeichnet und in anderer Position nach Mauritius zurückbeordert.

## Letzte Jahre
1847 wurde er zum Brevet-Lieutenant-Colonel, 1854 zum Lieutenant-Colonel, 1854 zum Brevet-Colonel und schließlich 1862 zum Major-General befördert. Von 1869 bis zu seinem Tod amtierte er als Colonel des 95th (Derbyshire) Regiment of Foot.
Robe starb unverheiratet und kinderlos am 4. April 1871. Nach ihm benannt wurde die südaustralische Stadt Robe.